# Lioré et Olivier LeO 5
El Lioré et Olivier LeO 5 fue un biplano de ataque a tierra francés, construido poco después de la Primera Guerra Mundial, inicialmente para cubrir la especificación S2 por un avión de ataque blindado, y luego para cubrir la especificación Ab2, ambas emitidas por el STAé (Service Technique de l'Aéronautique, Servicio Técnico de Aeronáutica).

## Diseño y desarrollo
El modelo fue el primer diseño construido por la firma. El avión era un biplano de alas adelantadas, con dos motores rotativos Le Rhône 9R de 125 kW (170 hp) instalados en dos góndolas aerodinámicas, situadas entre las alas, por encima de las ruedas principales del tren de aterrizaje fijo, que además presentaba una superficie sustentadora entre las mismas. La instalación muy adelantada de los motores proporcionaba protección extra. El blindaje alcanzaba los 300 kg de peso.
El armamento consistía en una ametralladora Lewis fija en el corto morro y otras dos móviles en la cabina del artillero.
El prototipo realizó su primer vuelo en 1919, comportándose bien; sin embargo, el desarrollo de este tipo de aviones se abandonó posteriormente. Lioré et Olivier desarrolló, a partir del LeO 5, un bombardero de escolta triplaza, el LeO 7, del que se construyeron 39 unidades en tres versiones.

## Especificaciones
Referencia datos: Aviafrance : Lioré et Olivier LeO-5

### Características generales
- Tripulación: Dos (piloto y artillero)
- Longitud: 8,3 m (27,2 ft)
- Envergadura: 14,4 m (47,1 ft)
- Altura: 3,3 m (11 ft)
- Superficie alar: 47,25 m2[3]
- Peso vacío: 1300 kg[3]
- Peso cargado: 1900 kg (4187,6 lb)
- Planta motriz: 2× motor rotativo de nueve cilindros refrigerado por aire Le Rhône 9R.
  - Potencia: 130 kW (179 HP; 177 CV) cada uno.
- Hélices: 1× bipala por motor.
- Capacidad de combustible: 3235 L

### Rendimiento
- Velocidad máxima operativa (Vno): 190 km/h (118 MPH; 103 kt)
- Alcance: 550 km (297 nmi; 342 mi) [3]

### Armamento
- Ametralladoras: 

  - 3x Lewis (una fija frontal y dos móviles en cabina del artillero)[1]

## Aeronaves relacionadas

### Secuencias de designación
- Secuencia LeO _/LeO H-_ (interna de Lioré et Olivier): LeO 1 - LeO 3 - LeO 4 - LeO 5 - LeO 6 - LeO 7 - LeO 8 →